# ホセ・デ・ヘスス・コロナ
ホセ・デ・ヘスス・コロナ・ロドリゲス（José de Jesús Corona Rodríguez、1981年1月26日 - ）は、メキシコ・グアダラハラ出身のサッカー選手。リーガMXのクラブ・ティフアナ所属。元メキシコ代表である。ポジションはゴールキーパー。

## 経歴

### クラブ
2002年にデビューし、CFアトラスでは47試合に出場した。2004年半ばにエストゥディアンテス・テコス(UAG)に移籍した。2009年6月16日、クルス・アスルと3年契約を結んだ。移籍直後のアペルトゥーラ2009ではレギュラーシーズンを全体2位で終え、リギージャではプエブラFCとモナルカス・モレリアを破って決勝に進出したが、決勝でレギュラーシーズン1位のCFモンテレイに敗れた。アペルトゥーラ2010ではリーグ最少の13点しか許さず、2位に勝ち点7差を付けてレギュラーシーズン全体1位となったが、リギージャでは準々決勝でUNAMプーマスに敗れた。アペルトゥーラ2011のレギュラーシーズンは失点数をリーグ2番目に抑えたが、リギージャでは準々決勝でモナルカス・モレリアに敗れた。アペルトゥーラ2012のレギュラーシーズンはリーグ最少失点タイに抑えた。リギージャではモナルカス・モレリアとサントス・ラグナを破って決勝に進出したが、決勝ではクルブ・アメリカにPK戦の末に敗れた。
2023年6月24日、クラブ・ティフアナに移籍した。

### 代表
2005年4月27日、ポーランドとの親善試合でメキシコ代表デビューした。2006 FIFAワールドカップに参加したが、2番手キーパーとして全4試合をベンチから見守った。2007年にはウーゴ・サンチェス監督によって2007 CONCACAFゴールドカップに出場するメンバーに選出されたが、今度は3番手キーパーだった。2010年の休暇中にはバーで客を殴打する暴力事件を起こし、裁判所からの出頭命令を無視したためにメキシコ国外渡航禁止処分を受けた。この事件がきっかけとなり、2010 FIFAワールドカップに出場するメンバーから外れた。2011 CONCACAFゴールドカップでも、当初はホセ・マヌエル・デ・ラ・トーレ（チェポ）監督によってメンバーに選出されていたが、クラウスーラ2011のリギージャ準決勝・モナルカス・モレリア戦で起きた乱闘の際にモレリアのトレーナーに対して頭突きを行なった。この暴力行為を理由にメンバーから外され、コロナの代わりにはジョナタン・オロスコが招集されている。また、コロナはアペルトゥーラ2011の開幕戦から6試合の出場停止処分を受けた。
2012年のロンドンオリンピックには、カルロス・サルシード、オリベ・ペラルタとともに3人のオーバーエイジ枠のひとりとして出場した。ルイス・フェルナンド・テナ監督によってキャプテンに任命され、U-23世代のジョバニ・ドス・サントスらを牽引。ウェンブリー・スタジアムで行なわれた決勝ではブラジルを2-1で下し、金メダルを獲得した。2014 FIFAワールドカップ・北中米カリブ海予選では、3次予選では6試合中4試合に、最終予選では10試合中6試合に出場し、計10試合で6失点に抑えたが、ニュージーランドとの大陸間プレーオフ2試合はモイセス・ムニョスにポジションを譲った。この予選中、メキシコ代表は5人のキーパーが1試合以上に出場した。

## 代表歴

### 出場大会
- メキシコ代表
  - 2006 FIFAワールドカップ
  - 2014 FIFAワールドカップ
  - 2018 FIFAワールドカップ

### 試合数
- 国際Aマッチ 55試合 0得点（2005年-2018年）[4]

| メキシコ代表 | 国際Aマッチ | 国際Aマッチ |
| 年           | 出場        | 得点        |
| ------------ | ----------- | ----------- |
| 2005         | 5           | 0           |
| 2006         | 1           | 0           |
| 2007         | 1           | 0           |
| 2008         | 0           | 0           |
| 2009         | 2           | 0           |
| 2010         | 2           | 0           |
| 2011         | 1           | 0           |
| 2012         | 7           | 0           |
| 2013         | 13          | 0           |
| 2014         | 2           | 0           |
| 2015         | 6           | 0           |
| 2016         | 4           | 0           |
| 2017         | 8           | 0           |
| 2018         | 3           | 0           |
| 通算         | 55          | 0           |

## タイトル

### クラブ
- クルス・アスル

リーガMX (1) : ガーディアンズ2021
コパ・メヒコ (1) : クラウスーラ2013, アペルトゥーラ2018
CONCACAFチャンピオンズリーグ (1) : 2013-14
カンペオン・デ・カンペオーネス (1) : 2021
リーグスカップ (1) : 2019

### 代表
- メキシコ代表

CONCACAFゴールドカップ (1) : 2009
パンアメリカン競技大会 (1) : 2011
夏季オリンピック 金メダル (1) : 2012

### 個人
- リーガMX最優秀ゴールキーパー賞 (4) : クラウスーラ2009, アペルトゥーラ2010, クラウスーラ2012, 2020-21
- リーガMXベストイレブン (1) : ガーディアンズ2021